# 38. Turniej Czterech Skoczni
38. Turniej Czterech Skoczni był częścią Pucharu Świata w skokach narciarskich w sezonie 1989/1990. Rozgrywany był od 28 grudnia 1989 do 6 stycznia 1990.
Turniej wygrał  Dieter Thoma.

## Oberstdorf
Data: 28 grudnia 1989

Państwo:  RFN

Skocznia: Schattenbergschanze

### Wyniki konkursu
| Poz. | Imię i nazwisko      | Narodowość     | Punkty |
| ---- | -------------------- | -------------- | ------ |
| 1.   | Dieter Thoma         | RFN            | 215,0  |
| 2.   | Josef Heumann        | RFN            | 210,0  |
| 3.   | Jens Weißflog        | NRD            | 208,0  |
| 4.   | Risto Laakkonen      | Finlandia      | 205,5  |
| 5.   | Ari-Pekka Nikkola    | Finlandia      | 203,5  |
| 6.   | František Jež        | Czechosłowacja | 200,5  |
| 7.   | Matti Nykänen        | Finlandia      | 199,5  |
| 8.   | Franz Neuländtner    | Austria        | 199,0  |
| 9.   | Rune Olijnyk         | Norwegia       | 198,5  |
| 10.  | Ole Gunnar Fidjestøl | Norwegia       | 197,0  |

## Garmisch-Partenkirchen
Data: 1 stycznia 1990

Państwo:  RFN

Skocznia: Große Olympiaschanze

### Wyniki konkursu
| Poz. | Imię i nazwisko   | Narodowość     | Punkty |
| ---- | ----------------- | -------------- | ------ |
| 1.   | Jens Weißflog     | NRD            | 220,5  |
| 2.   | Risto Laakkonen   | Finlandia      | 219,0  |
| 3.   | František Jež     | Czechosłowacja | 218,5  |
| 4.   | Matti Nykänen     | Finlandia      | 218,0  |
| 5.   | Dieter Thoma      | RFN            | 216,0  |
| 6.   | Ernst Vettori     | Austria        | 215,5  |
| 6.   | Heinz Kuttin      | Austria        | 215,5  |
| 8.   | Ari-Pekka Nikkola | Finlandia      | 214,5  |
| 8.   | Rune Olijnyk      | Norwegia       | 214,5  |
| 10.  | Pavel Ploc        | Czechosłowacja | 214,0  |

## Innsbruck
Data: 4 stycznia 1990

Państwo:  Austria

Skocznia: Bergisel

### Wyniki konkursu
| Poz. | Imię i nazwisko   | Narodowość     | Punkty |
| ---- | ----------------- | -------------- | ------ |
| 1.   | Ari-Pekka Nikkola | Finlandia      | 227,0  |
| 2.   | Jens Weißflog     | NRD            | 226,5  |
| 3.   | Ernst Vettori     | Austria        | 222,0  |
| 4.   | Josef Heumann     | RFN            | 221,5  |
| 5.   | Risto Laakkonen   | Finlandia      | 220,0  |
| 6.   | Dieter Thoma      | RFN            | 217,5  |
| 7.   | Virginio Lunardi  | Włochy         | 216,5  |
| 8.   | Werner Haim       | Austria        | 216,0  |
| 9.   | Andreas Felder    | Austria        | 215,5  |
| 10.  | František Jež     | Czechosłowacja | 215,0  |

## Bischofshofen
Data: 6 stycznia 1990

Państwo:  Austria

Skocznia: Paul-Ausserleitner-Schanze

### Wyniki konkursu
| Poz. | Imię i nazwisko      | Narodowość     | Punkty |
| ---- | -------------------- | -------------- | ------ |
| 1.   | František Jež        | Czechosłowacja | 227,0  |
| 2.   | Dieter Thoma         | RFN            | 222,0  |
| 3.   | Ole Gunnar Fidjestøl | Norwegia       | 218,0  |
| 4.   | Ernst Vettori        | Austria        | 217,0  |
| 5.   | Werner Haim          | Austria        | 216,5  |
| 6.   | Vegard Opaas         | Norwegia       | 212,0  |
| 7.   | Rune Olijnyk         | Norwegia       | 211,5  |
| 8.   | Miran Tepeš          | Jugosławia     | 205,0  |
| 9.   | Ari-Pekka Nikkola    | Finlandia      | 203,0  |
| 10.  | Alexander Pointner   | Austria        | 202,5  |

## Klasyfikacja generalna
| Poz. | Skoczek           | Kraj           | Punkty |
| ---- | ----------------- | -------------- | ------ |
| 1.   | Dieter Thoma      | RFN            | 870,5  |
| 2.   | František Jež     | Czechosłowacja | 861,0  |
| 3.   | Jens Weißflog     | NRD            | 855,0  |
| 4.   | Ernst Vettori     | Austria        | 851,5  |
| 5.   | Ari-Pekka Nikkola | Finlandia      | 848,0  |
| 6.   | Risto Laakkonen   | Finlandia      | 844,0  |
| 7.   | Josef Heumann     | RFN            | 835,5  |
| 8.   | Rune Olijnyk      | Norwegia       | 823,5  |
| 9.   | Werner Haim       | Austria        | 820,5  |
| 10.  | Heinz Kuttin      | Austria        | 811,0  |